# Yeo Siew Hua
Yeo Siew Hua, chiń. 楊修華 (ur. 1 kwietnia 1985 w Singapurze) – singapurski reżyser i scenarzysta filmowy.

## Życiorys
Studiował filozofię na Narodowym Uniwersytecie Singapuru. Był założycielem kolektywu filmowego 13 Little Pictures. Jego eksperymentalny debiut fabularny, W słomianym domu (2009), wpisał się w nurt singapurskiej nowej fali.
Drugi film fabularny Yeo, Wyśniona kraina (2018), zdobył główną nagrodę Złotego Lamparta na MFF w Locarno i został oficjalnym singapurskim kandydatem do Oscara dla najlepszego filmu nieanglojęzycznego, ale ostatecznie nie zdobył nominacji.
Kolejna fabuła reżysera, Cudze oczy (2024), startowała w konkursie głównym na 81. MFF w Wenecji.